# Polska na Mistrzostwach Europy w Lekkoatletyce 1934
Polska na Mistrzostwach Europy w Lekkoatletyce 1934 – reprezentacja Polski podczas zawodów liczyła 5 zawodników.

## Rezultaty
- bieg na 800 metrów
  - Kazimierz Kucharski zajął 6. miejsce
- bieg na 1500 metrów
  - Janusz Kusociński zajął 5. miejsce
- bieg na 5000 metrów
  - Janusz Kusociński zajął 2. miejsce
- trójskok
  - Edward Luckhaus zajął 4. miejsce
- pchnięcie kulą
  - Zygmunt Heljasz zajął 7. miejsce
- rzut dyskiem
  - Zygmunt Heljasz zajął 13. miejsce
- dziesięciobój
  - Jerzy Pławczyk zajął 3. miejsce